# Jean-Marie Le Dru
Pour les articles homonymes, voir Dru.
Jean-Marie Le Dru est un homme politique français né le 7 mars 1801 à Paimpol (Côtes-du-Nord) et mort le 4 mai 1870 à Paimpol.

## Biographie
Juge de paix à Paimpol, conseiller municipal de Lannion, il est sous commissaire du gouvernement à Lannion en février 1848. Il est député des Côtes-du-Nord de 1848 à 1849, siégeant avec les républicains modérés.

## Sources
- « Jean-Marie Le Dru », dans Adolphe Robert et Gaston Cougny, Dictionnaire des parlementaires français, Edgar Bourloton, 1889-1891 [détail de l’édition]